# Clover (Bassgitarren)
Die Firma Clover ist einer der Pioniere des deutschen Bassgitarren- und Gitarrenbaus. Sie wurde 1986 im Ruhrgebiet gegründet und ist mittlerweile in München beheimatet. Sie befindet sich in der zweiten Inhabergeneration, Geschäftsführer ist seit Mai 2005 Jörg Neugebauer.
Bekannt wurde Clover Anfang der 1990er Jahre durch die Fertigung von Gitarren und Bässen aus kohlenstofffaserverstärktem Kunststoff (KFK). Modelle wie „Slapper“ oder „BassTard“ sind noch im Internet zu finden und gelten als gesuchte Klassiker. Momentan hat sich das Unternehmen aus der Herstellung von KFK-Instrumenten zurückgezogen und fertigt nun ausschließlich in Holz.